# 泉まりん
泉 まりん（いずみ まりん、1986年11月17日 - ）は、日本の元AV女優。
鹿児島県出身。

## 略歴
2005年にAVデビュー。ロリ系の企画単体女優。
2008年6月16日に自身のブログにて9月いっぱいで引退することを発表。
2012年現在、晶エリーと「がんばりガールズ」というユニットで活動中。

## 作品
2005年
- まりん18才。（9月10日、オーロラプロジェクト）
- 僕が女子○○部の監督になった! 女子バレーボール部編（9月22日、V&Rプロダクツ）共演:小峰由衣、長瀬あずさ　他計16名
- 美人講師のパイパン潮吹き講座（10月7日、GLAY'z）共演:しいな怜、他出演:深見優奈、春野かおり、上野ゆり
- 潮吹き女子校生10連発!! 10（10月21日、クリスタル映像）オムニバス作品
- 無毛少女売買館 III（10月21日、グローリークエスト）共演:愛乃ララ、葉月真琴
- 服従イラマチオ 泉まりん（12月21日、タカラ映像）
- まりん18才2 パイパン・アナル・中だし!（12月9日、オーロラ・プロジェクト）

2006年
- 騙されて、初めてアナルに挿されました（1月2日、桃太郎映像出版）他出演:江口美貴 他
- 近親強姦3 私、お兄ちゃんにおしおきされて犯されちゃいました（1月13日、隼エージェンシー）他出演:ひかる、星野なつ、柳瀬遥、進藤美雪、清原りょう
- KARMA パイパン GP ロリータパイパンvs熟女パイパン（1月13日、カルマ）共演:岡ゆりこ、星野ひとみ、五月留美、加藤ショコラ、宮咲志帆
- 放送できないバラエティ番組vol.3 マンデーオーティス!（2月4日、オーティス）共演:片瀬渚、北崎未来 他
- 愛しのフェラチーオ2 16人のザーメン中毒（2月10日、隼エージェンシー）他15名出演
- こだわりの手コキ 40人のハンドメイド（2月10日、隼エージェンシー）他39名出演
- 敏感少女 想定外の絶頂とぶっかけとゴックン（2月15日、ワープエンタテインメント）
- 破戒の旅 W（2月15日、未来・フューチャー）共演:春うらら
- 極上4時間 手淫&舌淫 SP III（3月10日、隼エージェンシー）他多数出演
- リモコン角オナニー2（3月11日、ラハイナ東海）オムニバス作品
- レズビアンズ2（3月19日、ドグマ）共演:大粒ルイ、桜沢まひる、朝倉みお
- 女だらけの世界 VOL.9 ハイテンション痴女子校生編（5月1日、MOODYZ）共演:SARINA、夏樹ミク、市ノ瀬ゆき
- スクラップファック ～女子校生編～（5月27日、ロッソ）他出演:桃井りか
- 女だらけの変態あなる時間（6月19日、桃太郎映像出版）共演:舞野るあ、眞雪ゆん、春うらら、土屋ゆづき、姫宮ラム、森下さやか、華美月、藍山みなみ 監督:藍山みなみ
- 夢のイタズラ学園（7月1日、MOODYZ）共演:小湊未来、桜井あや、椿まや、春うらら
- こだわりの手コキ 4時間SP 40人のハンドメイド（7月10日、隼エージェンシー）他39名出演
- FREEDOM LYNCH フリーダム的集団暴行（7月12日、フリーダム）共演:夢乃加奈、白川麗子、Maria、名波ゆら、上杉あみ
- B系ダンス痴女（7月19日、スタイルアート）共演:浜崎リオン、瞳れん、笠木あやか、天海遥
- 生素人出演!!全裸で露出!!（7月19日、スタイルアート）オムニバス作品
- Moelish メイド10人×男10人20P大乱交 絶対服従11P主人に群がるメイド10人（7月19日、桃太郎映像出版）他9名共演
- ふたなリズム 3（7月19日、ドグマ）共演:麻倉みお、桜沢まひる、大粒ルイ 他出演:天衣みつ、森野雫(川上ゆう）、米倉夏弥、ミュウ
- 女子高の怪談 パート1（7月20日、V&Rプロダクツ）共演:亜佐倉みんと、蛯原美沙、高嶋みく、京本かえで、山下真耶 他計13名
- オナニスト 第14章（8月10日、隼エージェンシー）他多数出演
- AV女優・面接ファック（8月13日、MOODYZ）オムニバス作品
- 競泳水着（8月15日、未来・フューチャー）共演:名波ゆら
- 猥褻toilet 便器で卑猥 直下マンコ Erosty image（8月19日、スタイルアート）オムニバス作品
- 集団メイドカフェジャック（8月19日、ドグマ）共演:星月まゆら、宮地奈々、日高ゆりあ、星野つぐみ、長谷川ちひろ 他多数
- 愛しのフェラチーオ4 17人のザーメン中毒（9月10日、隼エージェンシー）他16名出演
- 女子校生DANCE痴女（9月19日、スタイルアート）共演:早乙女みなき、瞳れん、名波ゆら、笠木あやか
- 「尻」ボディコン編（9月19日、スタイルアート）共演:早乙女みなき、中山りお、友崎亜希、笠木あやか、名波ゆら、瞳れん
- 素人モデル募集サイト 生素人猥褻モデル撮影会（9月19日、スタイルアート）オムニバス作品
- 秋葉原 萌え萌え素人バニーちゃん 快感・自画撮り ひもまんこパックリ大接写オナニー（9月19日、スタイルアート）オムニバス作品
- パイパンエンジェルDX 4 ハイパーデジタルモザイク（10月1日、MOODYZ）共演:愛乃ララ、若葉ひな、雨宮せつな
- 浣腸遊戯 12（10月13日、グローリークエスト）
- MOODYZ BEST HIT 12時間 ￥2980 完全撮り下ろし5タイトル（10月13日、MOODYZ）共演:長谷川ちひろ 他出演:杏珠、椎名れいか、楓アイル、麻生岬、黒川まりあ 他多数
- KARMA2周年特別企画 どっちがエロいんでSHOW!（10月13日、カルマ）共演:宮地奈々、日高ゆりあ、長谷川ちひろ、笠木あやか、桃井りか 他多数
- ハーレム女学園（11月1日、MOODYZ）共演:田中梨子、早乙女みなき、名波ゆら、北崎未来、あいら、杉本蝶、川島ゆめ、夢乃加奈、蛯原みなみ、新川舞美 他8名
- 極悪レズエステ（11月4日、アキノリ）共演:早乙女みなき、蛯原みなみ、名波ゆら、川島千愛、山吹センリ
- 地上波では絶対見れないアダルトビデオバラエティ Kさま!!（11月13日、カルマ）共演:宮地奈々、日高ゆりあ、長谷川ちひろ、笠木あやか、桃井りか 他多数
- チ●ポ汁を搾り取るおげれつな女達（11月15日、ジャネス）共演:姫咲りん、中山りお、瞳れん、水谷るい、大越はるか、名波ゆら、上杉あみ
- 拉致、監禁。特別篇（12月15日、ゴーゴーズ）共演:野原りんご
- 高級ソープへいらっしゃい 6（12月15日、クリスタル映像）他出演:中沢ケイ、白井エリ、咲田みう、星☆あずさ、藤井彩、瀬戸乃亜、山崎愛莉、山内奈央、春うらら
- Mドラッグ 泉まりん（12月19日、ドグマ）

2007年
- 制服カメラ いずみ18歳（1月5日、ドリームチケット）
- マジックミラー号逆ナンパ編 超豪華お年玉スペシャル! 池袋痴女旋風編（1月5日、ディープス）共演:立花里子、天衣みつ、大塚ひな
- M男志願3 僕をいじめてください（1月13日、グローリークエスト）オムニバス作品
- 痴女と合コンしませんか?（1月19日、ドグマ）共演:立花里子、持田茜
- 妹たちに犯されたい…。2（2月19日、ドグマ）共演:清原りょう、椎名りく
- やっぱ!素人でしょ（3月10日、隼エージェンシー）…他出演:荒川美姫、ひかる、後藤美咲、望月智美、柳瀬遥、葉月レオン、夏樹ミク、瞳れん、あらい琴、ともか、遊姫、瀬名えみり、海老名優
- 僕の部屋にエロエロギャルがやって来た 2（3月22日、アキノリ）共演:瞳れん、長谷川ちひろ、花山あおい
- 精陵辱（5月1日、グローリークエスト）
- ふたなりレズビアン3 淫乱マンコを持つ少年と、極太チンポを持つ少女。（5月19日、ドグマ）共演:長谷川ちひろ
- 縄・7人のM女（6月19日、ドグマ）共演:星月まゆら、友田真希、持田茜、日高ゆりあ、長谷川ちひろ、大塚ひな
- 初めての脱糞とマンコ&アナル浣腸生中出しSEX（6月25日、OPERA［オペラ］）
- 接吻の輪舞曲（7月7日、AVS）共演:山口真理
- 現役アイドルがLADY初デビュー 紺野りさ子（7月19日、LADY×LADY）共演:紺野りさ子、長瀬あずさ
- 究極の口&マンコ&アナル中出しゲロイラマSM脱糞3穴SEX（7月25日、OPERA［オペラ］）
- ○学生いじめっ子グループ 2（8月16日、SODクリエイト）共演:大塚ひな、むかいねね、水井真希 ほか
- 性的浴場 貸切ソープランド（8月16日、アキノリ）共演:ひなの、牧野ゆうひ、瞳れん、笠木あやか、早乙女みなき、名波ゆら、真咲ぴぃ子
- 拘束フィストファック2 ガバまん拡張（9月1日、ワンズファクトリー）
- 失禁調教48時間 おもらし三昧（9月1日、AVS）
- 虐待拷問・ドラッグ 近親相姦ヨダレ姉妹（9月19日、ドグマ）共演:日高ゆりあ
- 禁断のプレイルーム（10月5日、アウダースジャパン）共演:大石もえ、沢井真帆、真鍋あや
- DOKIレズ 15（10月5日、アウダースジャパン）共演:大石もえ、沢井真帆、真鍋あや
- 膣痙攣 悶え地獄 女子校生（10月18日、アイエナジー）
- レズの家 6（11月19日、スタイルアート）共演:大友唯愛
- BLACK PARTY HARDCORE 黒人、レズ、潮吹き、乱交。（11月7日、プレミアム）共演:北崎未来、瀬咲るな、つゆの優
- 羞恥！強制浣腸ホットヨガ！（12月6日、サディスティックヴィレッジ）
- レズ壺 vol.05 美熟女 VS 美少女の禁断な関係!（12月15日、ジャネス）共演:大友唯愛

2008年
- 中出しバトルロイヤル（2月1日、MOODYZ）共演:大塚ひな、笠木あやか、愛乃彩音、アゲハ、春妃いぶき、優希あさみ、水原ひめ、沢尻もも美、大石ひとみ、水上結衣、那月りの
- 月刊 こんな女子校生がいたらスゴイ!! 女子校生の屁ver.3（3月21日、スタイルアート）共演:水野さやか、川瀬七夏、浜名優、伊吹ゆうな
- 自由学園金蹴部活動 金玉蹴潰（4月5日、フリーダム）共演:持田茜、工藤れいか、小鳥遊恋、なつき
- 女子校生輪姦遊び（4月5日、フリーダム）共演:持田茜、工藤れいか、小鳥遊恋、なつき
- 女子校生のニーソックス（4月5日、フリーダム）共演:持田茜、小鳥遊恋、なつき
- M女失禁グラフティー 露出番外地（4月11日、プレステージ）
- 徹底汚辱!唾液と胃液と潮とゲロ 壮絶!強制ゲロマチオ学園（4月13日、MOODYZ）共演:仲村もも、長谷川ちひろ
- ふたなり兄妹（4月15日、イマージュ）共演:永瀬あき
- サディスティック 極・拷問(きわめごうもん） イカせ狂い・レイプ・アナル調教・イラマチオ（5月8日、サディスティックヴィレッジ）
- 新・うんこおもらし 09（5月9日、GIGA）共演:朝川ルミ
- あれから10年 秘技伝授 男のバイブル Vol.1 [ 完全潮吹き入門 ]（6月19日、ドグマ）共演:星月まゆら、紅音ほたる、赤西涼、つゆの優
- 元ヤンリンチ6（6月21日、セカンドフェイス）共演:瞳れん
- 最高女優の生中出しFUCK4時間（6月25日、OPERA［オペラ］）※総集編
- ゲロ浣腸エクスタシー ソドム（7月19日、ドグマ）共演:夏芽涼
- あれから10年 秘技伝授 男のバイブル[完全バイブ・チンポで女をイカせるテクニック入門] Vol.2（7月19日、ドグマ）共演:星月まゆら、持田茜、夏芽涼、つゆの優
- 緊縛イラマチオ 10人の口便器女（8月1日、CORE）他出演:藍花、ひなの、春妃いぶき、有賀知弥、那月りの、神谷まり、夏芽涼、詩音、冬野みずき
- レズ レイプ 5 〜女子校生ガ熟女ヲ犯ス〜（8月5日、ジャネス）共演:霧島奈緒子
- 近親レズ 3 義母を犯す娘（8月19日、スタイルアート）共演:霧島奈緒子
- フィストファック（10月13日、マルクス兄弟）
- ベロチュ〜接吻&乳首やアナル舐めで手コキ責め2（10月13日、マルクス兄弟）他出演:福山洋子、北原夏美、竹内順子、村上里沙、辻さき、鮎川なお、茅ヶ崎ありす、水森あおい、大沢佑香
- 五時間ノンストップ調教ドキュメント 蛇鬼（11月7日、アタッカーズ）
- お姉さん2人に金○に溜まってるザー汁を手コキで搾り採られた（11月25日、ジャネス）共演:大友唯愛 他出演:加瀬あゆむ、稲森ケイト、佐伯奈々、蒼月ひかり、西条れいな、春名えみ、福山まりな、愛原るな、乙羽あいか

2010年
- オペラ5周年記念DVD24時間6枚組 （12月25日、オペラ）他多数出演

2011年
- 超人気女優・超ボリューム・超ハード2穴FUCK150作品16時間 （1月19日、ROOKIE]）他多数出演
- 排泄まる見え！脱糞BEST オペラ女優の脱糞シーン全部見せます！ （2月7日、オペラ）他多数出演

2012年
- TOHJIRO・体液ベストセレクション No1 （1月19日、ドグマ）他多数出演